# IBM Simon
Pour les articles homonymes, voir Simon.
L'IBM Simon est le premier smartphone et téléphone mobile à écran tactile de l'histoire. Présenté au COMDEX de Las Vegas de 1992, il est le premier appareil combinant plusieurs fonctions très différentes. Il dispose d'un service de messagerie, peut recevoir des fax et servir d’assistant personnel (PDA). Il est aussi équipé d'un traitement de texte rudimentaire.

## Histoire
L'IBM Simon est la version commerciale du prototype Angler présenté au COMDEX de 1992. La version commerciale est présentée au Wireless World Conference de novembre 1993. Il sera finalement commercialisé à partir du 16 août 1994 au prix de 899 $ (avec un contrat de deux ans) ou 1 099 $ (nu).

## Fonctionnalités
En plus des fonctions de téléphonie cellulaire, l'IBM Simon est capable d'envoyer et recevoir des fax et fait office de pager.
L'IBM Simon possède des applications tels que le carnet d'adresses, l'agenda avec gestion des rendez-vous, une calculatrice, une horloge mondiale, une application de prise de notes standards ou manuscrites et possède un clavier prédictif utilisable avec un stylet.
Chaque Simon était vendu avec une station de chargement contenant deux batteries nickel-cadmium, ainsi qu'une housse de protection.

## Système d'exploitation et applications
L'IBM Simon repose sur le système de fichiers ROM-DOS de Datalight (en) auquel s'ajoute une compression du stockage Stacker de Stac Electronics (en). IBM conçut une interface tactile propre au Simon, aucun prompt DOS n'étant visible sur l'appareil.